# ソウシジュ
ソウシジュ（相思樹、学名：Acacia confusa Marr.、英語: small Philippine acacia）は、マメ科ネムノキ亜科アカシア属の常緑樹である。別名としてタイワンヤナギ、タイワンアカシアとも呼ばれる。

## 分布・生育地
台湾、および、フィリピンを原産地とする。日本においては、緑肥として利用する目的で、1904年（明治37年）に台湾から導入された。繁殖力が強く、野生化が進んでいる。現在では小笠原諸島や沖縄諸島でみられるようになっており、日本国内への定着が進行している。沖縄島では野山に自生する個体がみられ、西表島では沖縄県道の沿線などでみられる。

## 特徴

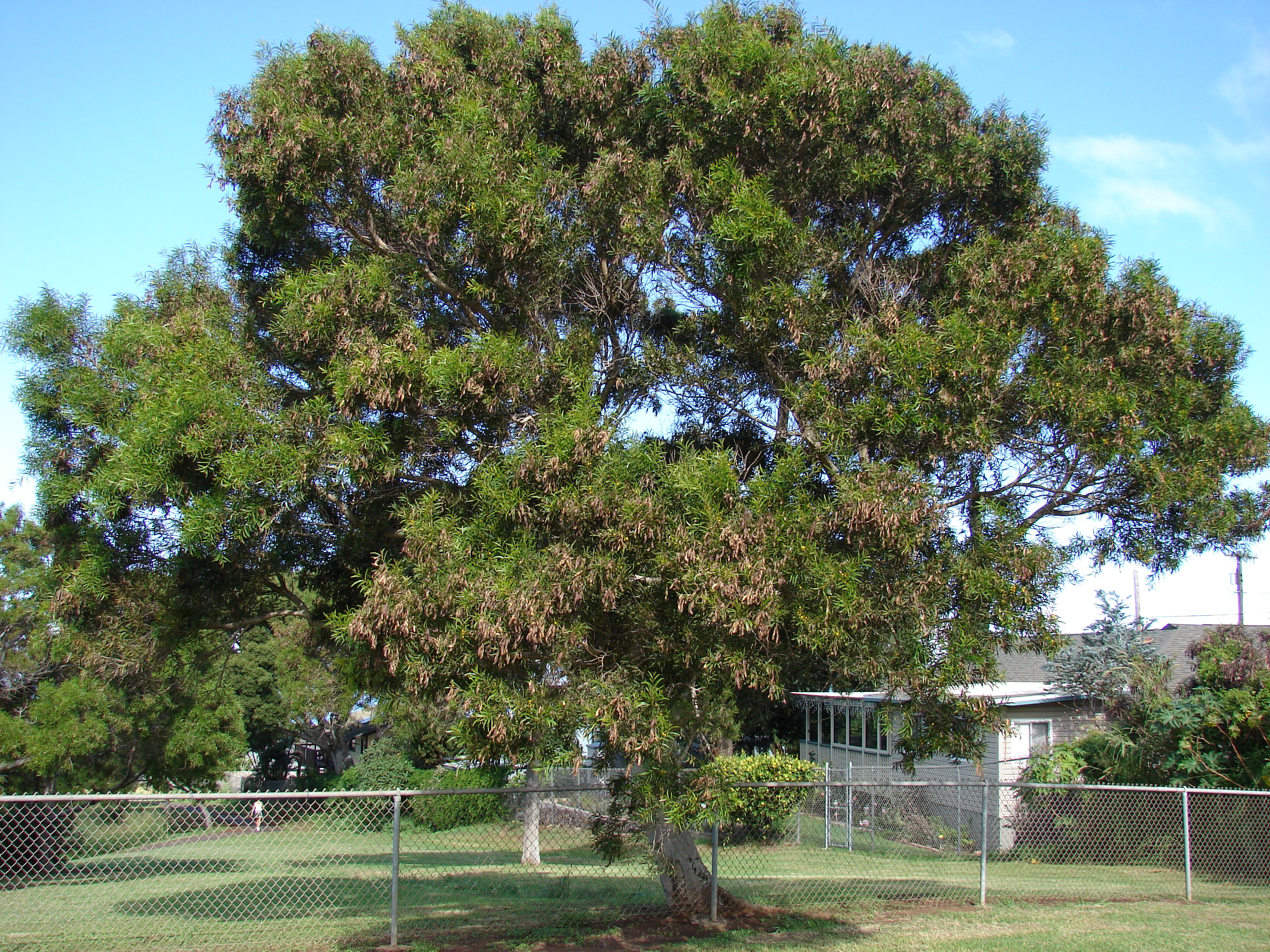
ソウシジュの樹冠

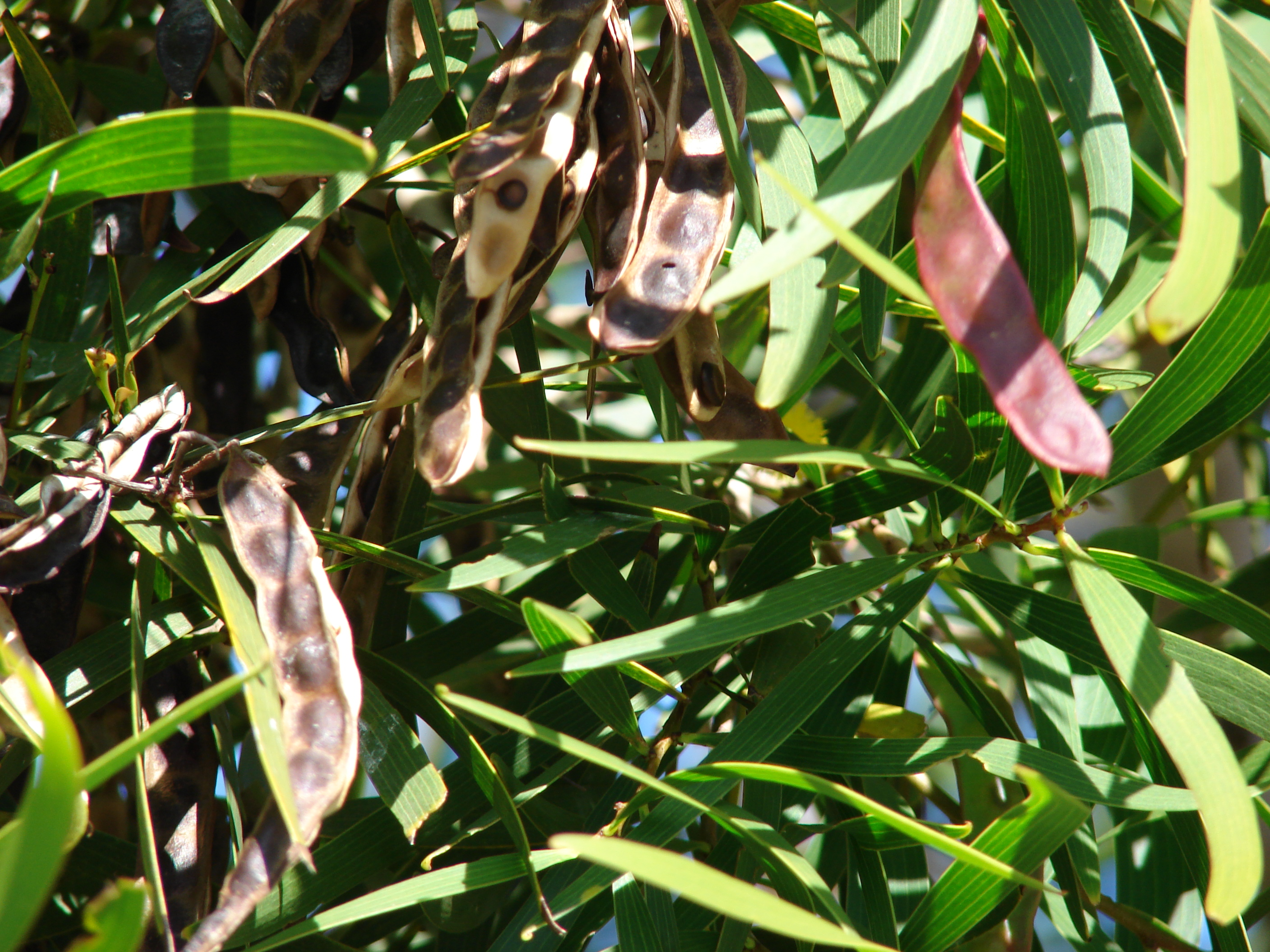
ソウシジュの偽葉と実

樹冠は散開形をとる。葉は葉片が退化しており、細長い偽葉があるだけで葉身は全く発達しない。偽葉の長さは6センチメートルから11センチメートル程度、幅は5ミリメートルから8ミリメートル程度である。花は球形の頭花であり、鮮やかな黄色である。花からは甘い香りが漂う。日本では4月から5月にかけて咲く。実は扁平状を呈し、やがて暗褐色となる。日本では7月から8月に熟す。種子は楕円形を呈し、黒紫色である。
生育に際しては、石灰岩質の母材を好む。また、サビキン目によるさび病が発生しやすい。さび病を防除するには、感染した偽葉の焼却やボルドー液の散布といった手法が採られる。
マメ目マメ科ネムノキ亜科アカシア属に分類される。ソウシジュの学名は、アメリカ合衆国の植物学者であるエルマー・ドリュー・メリルによって命名された。和名としては「ソウシジュ」が一般的だが、別名として「タイワンヤナギ」や「タイワンアカシア」とも呼ばれる。ひろく生育している沖縄県においては、琉球方言で「ソーシギ」や「ソーシジ」とも呼ばれる。英語では一般的に「small Philippine acacia」と呼ばれる。

## 利用
かなり硬く、加工するのは困難である。建築材などとして利用され、薪炭材としても優れていた。枝葉は緑肥として活用される。防風林として利用されたり、街路樹などとして植えられることも多い。
幻覚作用のあるジメチルトリプタミン (DMT) が含まれており、乾燥したソウシジュの破片を、煮出して茶にする説明書を同梱して販売していた者が、麻薬取締法違反のほう助の容疑で逮捕され裁判が行われた。同物質は、日本の麻薬及び向精神薬取締法（麻薬取締法）の麻薬だが、ソウシジュは麻薬に指定されていない。

## 文化
台湾においては、街路樹や観賞用として至る所で植栽されており 、人々に広く親しまれている。台湾の俳人の間でも南国的な趣のある樹木として好まれており、1904年（明治37年）に台湾で史上初めて創刊された俳誌は『相思樹』と命名された。誌名を発案したのは、台湾総督府法院に検察官として赴任していた渡辺香墨である。渡辺は創刊時より『相思樹』の主筆を務めていた。この『相思樹』は、のちに台湾俳壇の礎となった。

## 故事

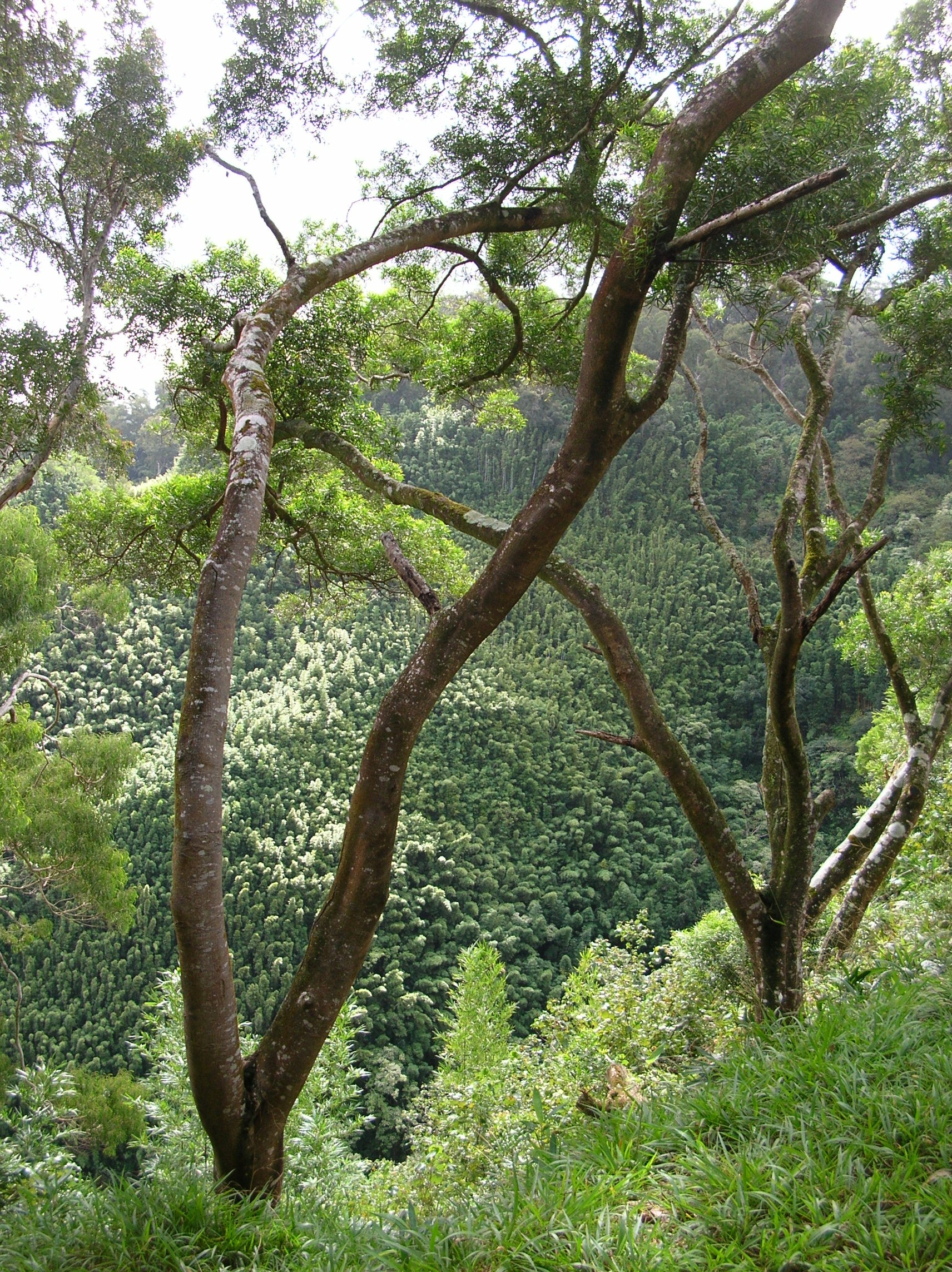
ソウシジュの枝

4世紀に干宝が著した『捜神記』には、「相思樹」の故事が収録されている。
それによれば、戦国時代の宋において、舎人の韓憑は美しい何氏を妻として娶ったが、君主である康王が横恋慕し、何氏を奪ってしまった。康王を恨んだ韓憑は自ら命を絶ち、それを知った何氏も失意のあまり身を投げてしまった。何氏の遺書には韓憑とともに葬ってほしいと記されていたが、康王はそれを許さず、韓憑と何氏は離れ離れに埋葬された。ところが、二人の墓からそれぞれ梓の樹が生え、やがて互いの枝が入り混じるように生い茂った。さらに、一対の鴛鴦が樹上に棲みつき、悲しそうに啼くようになった。人々は韓憑と何氏を憐れんで、この樹を「相思樹」と名付けたという。この故事は、のちに「相思相愛」や「鴛鴦の契り」の典拠になった。
なお、この故事は、韓憑説話として多くの説話集に採録されているが、それに伴ってさまざまなバリエーションが派生している。「相思樹」と名付けた樹について、干宝の『捜神記』では「梓」と表記しているが、『列異伝』では「文梓」とされており、『韓朋賦』では「桂樹と梧桐樹」とされている。日本においては、韓憑説話の影響を受けたと思われる説話が『曽我物語』に採録されているが、こちらには「相思樹」は登場しない。

## 市区町村の木
鹿児島県肝属郡佐多町は、ソウシジュを「町の木」として制定していた。